# Loxerebia polyphemus
Loxerebia polyphemus är en fjärilsart som beskrevs av Charles Oberthür 1876. Loxerebia polyphemus ingår i släktet Loxerebia och familjen praktfjärilar. Inga underarter finns listade i Catalogue of Life.